# 铜陵西站
铜陵西站，原名铜陵站，是位于宁铜铁路终端的一个铁路车站，邮政编码244000。车站建于1971年，现办理货运业务，车站及其上下行区间均未电气化。车站距离中华门站214公里，隶属中国铁路上海局集团有限公司，是二等站。
铜陵站原为上海局铁路局管辖的直属站之一，1996年和原芜湖车务段合并成立铜陵车务段，1999年8月27日又并入重新成立的芜湖车务段。
2008年9月1日，铜九铁路开通客运，铜陵站停办客运业务，改由铜九铁路上的铜陵东站办理。2010年12月28日，原铜陵站更名铜陵西站，原铜陵东站更名铜陵站。